# Береза повисла
Береза повисла, береза поникла (Betula pendula Roth.), синонім береза бородавчаста (Betula verrucosa Ehrh.) — дерево родини березових (Betulaceae). Росте переважно в помірних областях Євразії. Це швидкоросле листопадне недовговічне дерево зазвичай менше 25 м заввишки. Використовується як їжа, ліки, для деревини, як декоративна рослина.

## Загальна біоморфологічна характеристика

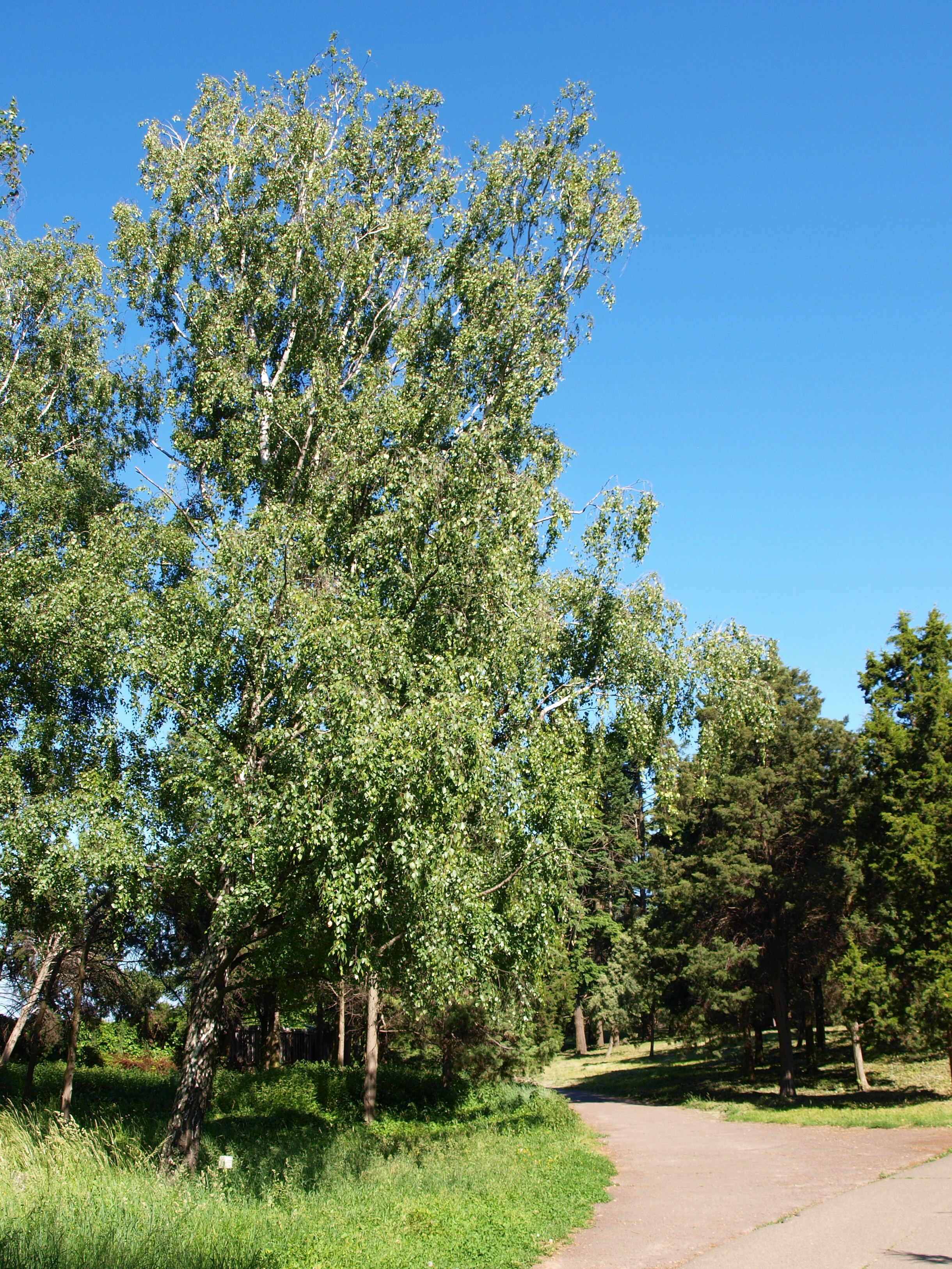
Береза повисла у Національному ботанічному саду імені Миколи Гришка НАН України

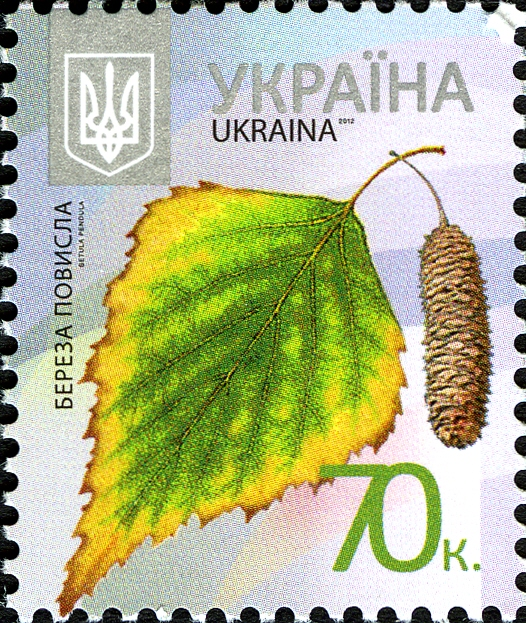
Береза повисла на поштовій марці України 2012 року

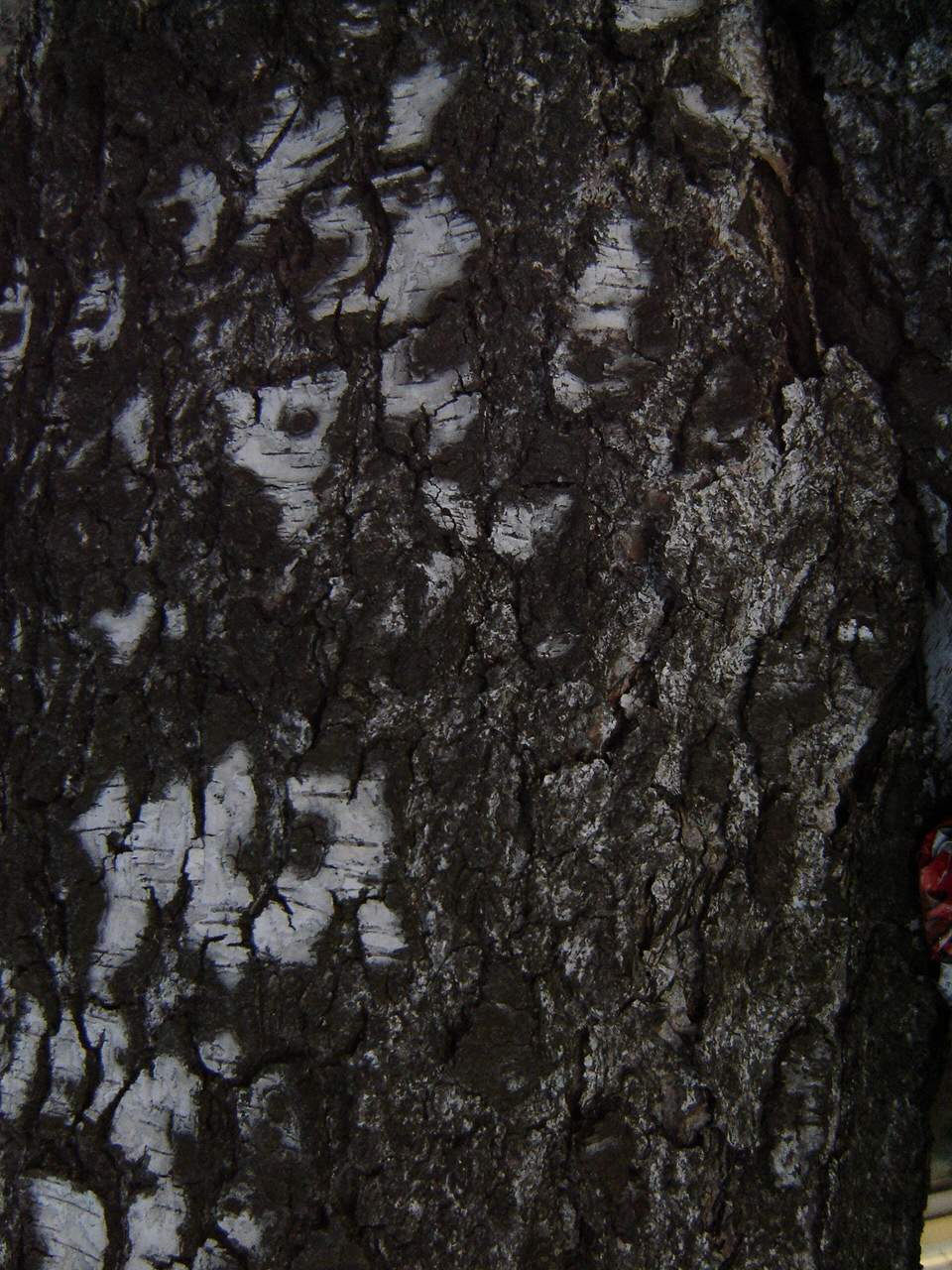
Кора берези повислої

Дерево 15–30 м заввишки з гладенькою білою корою, при основі стовбура кора чорно-сіра, глибокотріщинувата. Стовбур тонкий, зазвичай менше 40 см у діаметрі. 
Також, трапляються форма з темною, майже чорною корою — Betula pendula f. obscura.
Крона ажурна з повислими гілками. Молоді пагони червоно-бурі, густо вкриті смолистими бородавками. 
Листки (3,5–7 см завдовжки, 2,5–5 см завширшки), чергові, ромбічно-яйцеподібні або трикутно-ромбічні з ширококлиноподібною основою, гострозубчасті по краю, з обох боків гладенькі, середньо-зеленого кольору. 
Вид однодомний, чоловічі та жіночі сережки ростуть на одному дереві, але він самонесумісний. Тичинкові сережки розміщуються на кінцях гілок, пониклі (5–6 см завдовжки), квітки майже сидячі, прикриті буруватою лускою з одно-, дволистою оцвітиною. Тичинок дві. Маточкові сережки (2–3 см завдовжки) спрямовані вгору, несуть на осі приквіткові луски, у пазухах яких знаходяться три квітки без оцвітини. Маточка одна з нижньою зав'яззю і двома червонуватими нитчастими приймочками. 
Плід — довгастий горішок з двома перетинчастими крилами. Насіння легке й ефективно розсіюється вітром. 2n = 28, (42), 56.

## Поширення та екологія
Береза повисла росте в соснових, мішаних і листяних лісах. Зрідка утворює чисті лісостани, особливо в похідних деревостанах. Світлолюбна, морозостійка рослина. Цвіте у квітні — травні.
Береза повисла росте природно від Західної Європи на схід до Казахстану, в Республіці Саха в Сибіру, Монголії і провінції Синьцзян в Китаї, і на південь до гір Кавказу і Північного Ірану, Іраку і Туреччини. Відома популяція з північної частини Марокко. Це національне дерево Фінляндії. Вид став натуралізований у деяких інших частинах світу. У Північній Америці береза повисла стала інвазійним видом.
В Україні поширена береза повисла на Поліссі, в Розточчі — Опіллі, в північній частині лісостепу, в степу по берегах великих річок, у Карпатах, на Прикарпатті і Закарпатті. Берези займають 5,4 % державного лісового фонду України. Райони заготівель — Волинська, Рівненська, Житомирська, Київська, Чернігівська області, північна частина Сумської області. Запаси сировини значні.
Цей вид є важливим компонентом лісів помірного та бореального поясів і позитивно впливає на різноманітність екосистем. Велика кількість травоїдних комах та симбіотичних грибів залежить від присутності беріз.

## Споріднені види
На величезній території береза повисла росте разом з березою пухнастою, вони нерідко гібридизують.

## Практичне використання
В агролісівництві вид використовують як піонерний вид. Рослину культивують як декоративне дерево.

### Деревина й матеріали
Береза повисла дає міцну деревину світлого кольору, яка добре полірується і є цінним будівельним матеріалом, використовується у меблевій промисловості, для виготовлення фанери, паркету, сільськогосподарського реманенту, токарних і столярних виробів. Особливо цінні напливи, або капи, з яких виробляють сувеніри і дорогі меблі. При сухій перегонці з деревини добувають деревний оцет, вугілля, спирт, смоли, в деяких районах з лубу виготовляють посуд, тару. При спалюванні бересту одержують високоякісну сажу, що йде на виробництво туші і друкарської фарби. З кори виготовляють посудини для пиття, кошики для їжі, обшивки для каное, покрівельну черепицю, вироби ручної роботи тощо. Навесні з білої кори отримують дьогтьову олію. З внутрішньої кори отримують коричневий барвник. Зі соку виготовляють клей. З волокон внутрішньої кори можна виготовляти шнурівку. Молоді гілки дуже гнучкі та використовуються для виготовлення віничків, мітлів тощо. Листя є гарним доповненням до компостної купи, покращуючи ферментацію. З кори отримують високоякісне деревне вугілля. Деревину також переробляють на целюлозу та використовують для виготовлення паперу. Березові дрова характеризуються високою питомою теплотою згоряння.

### Медичні застосування
Вино, виготовлене з соку, колись вживали як ліки. Сьогодні листя та кора здебільшого використовуються завдяки своїм сечогінним властивостям. Один з основних компонентів кори, бетулінова кислота, виявила активність проти ракових клітин та ВІЛ.

### Їжа
Внутрішня кора може бути перемелена на борошно. Сік можна вживати сирим або обробленим. Його збирають рано навесні, до розпускання листя. З дорослого дерева можна зібрати від 4 до 7 літрів за день. Сік можна ферментувати, варячи пиво. Молоде листя можна вживати сирим або обробленим. З листя також готують чайний напій.

## Галерея

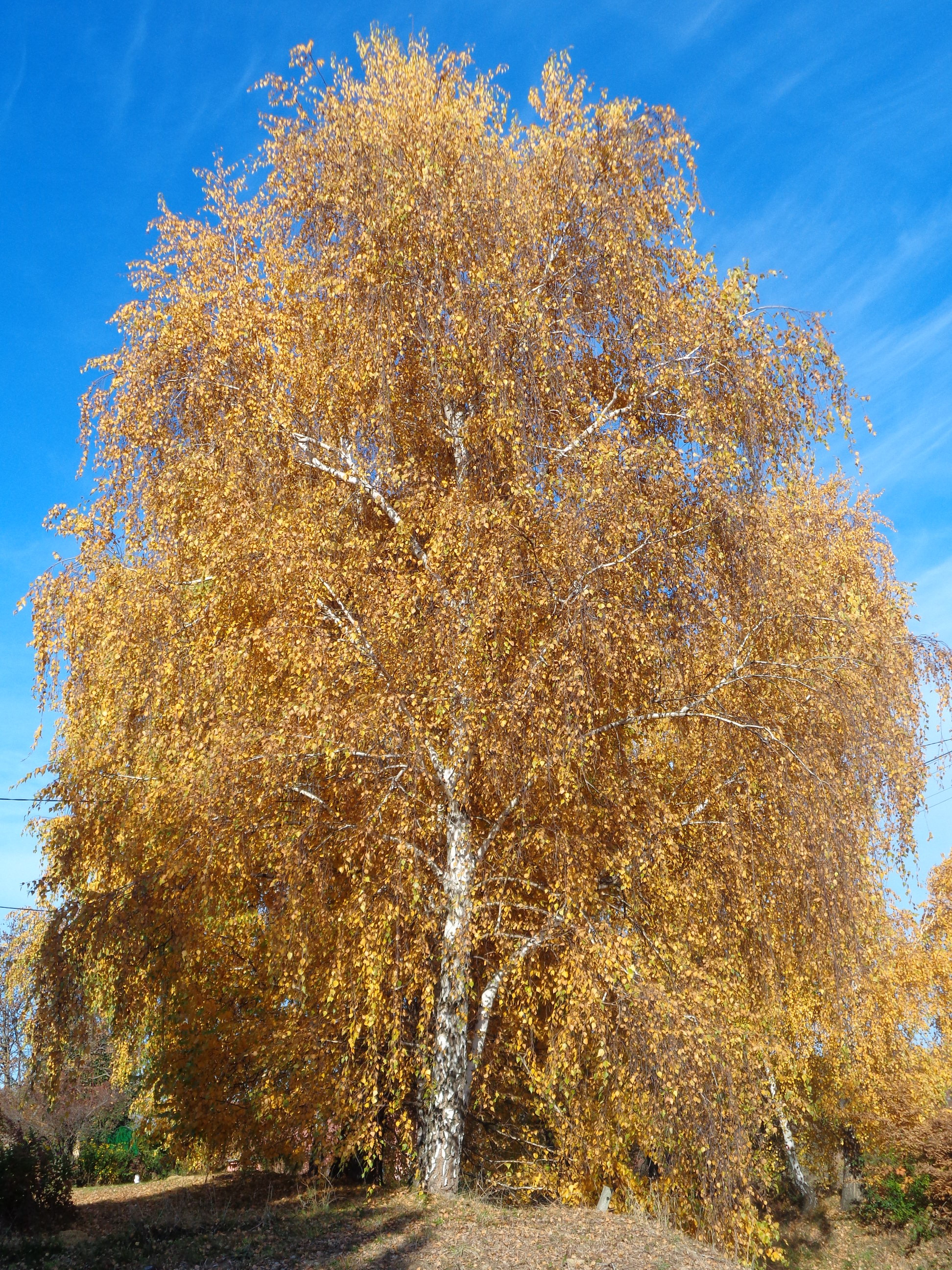
Дерево восени
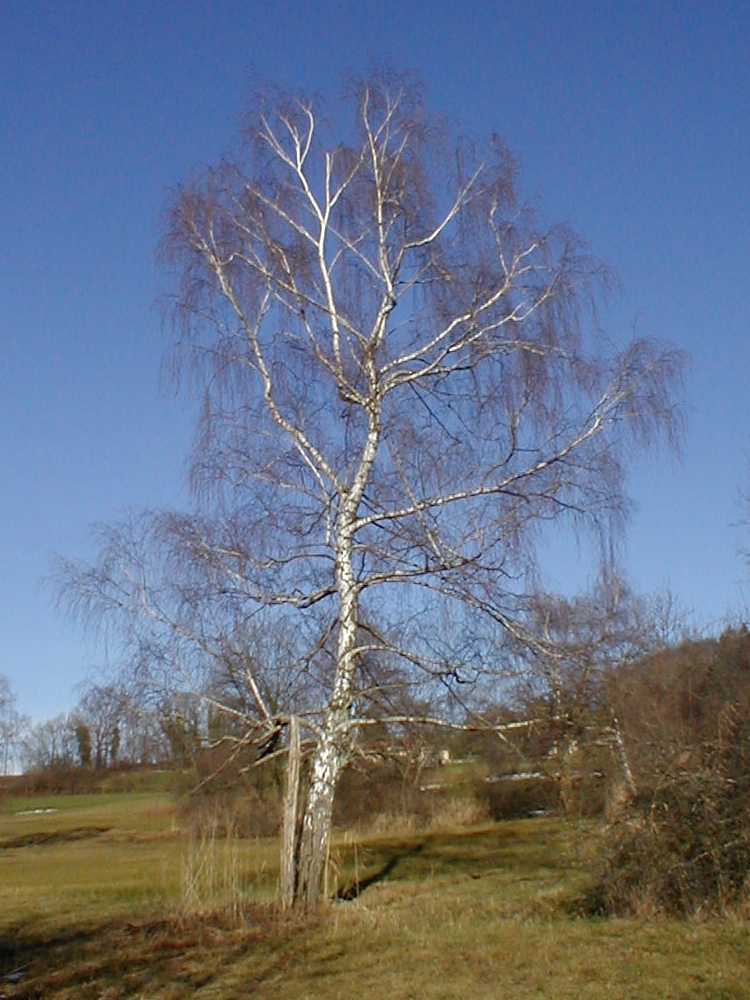
Дерево взимку
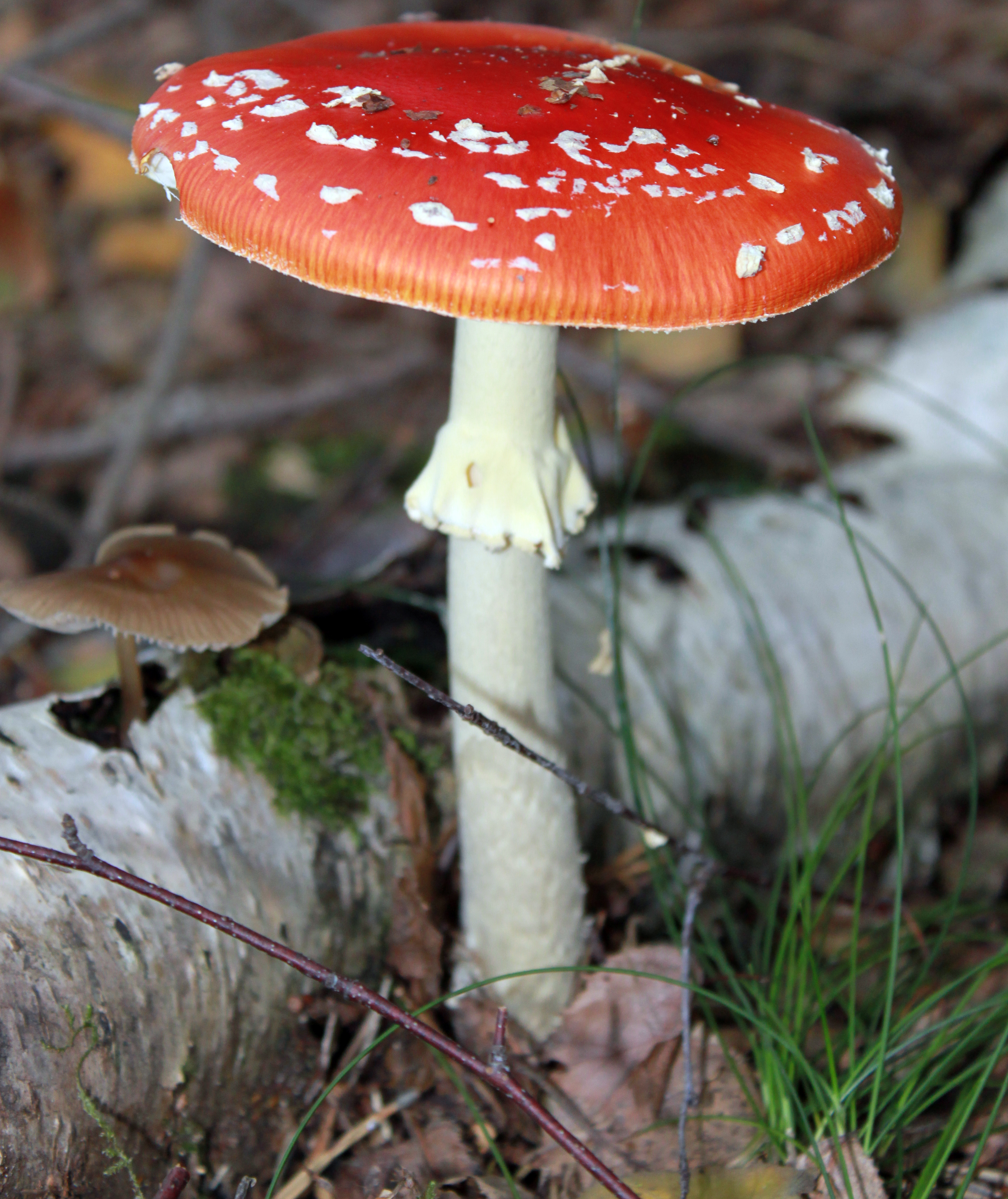
Мухомор (Amanita muscarita) часто обирає компанію беріз
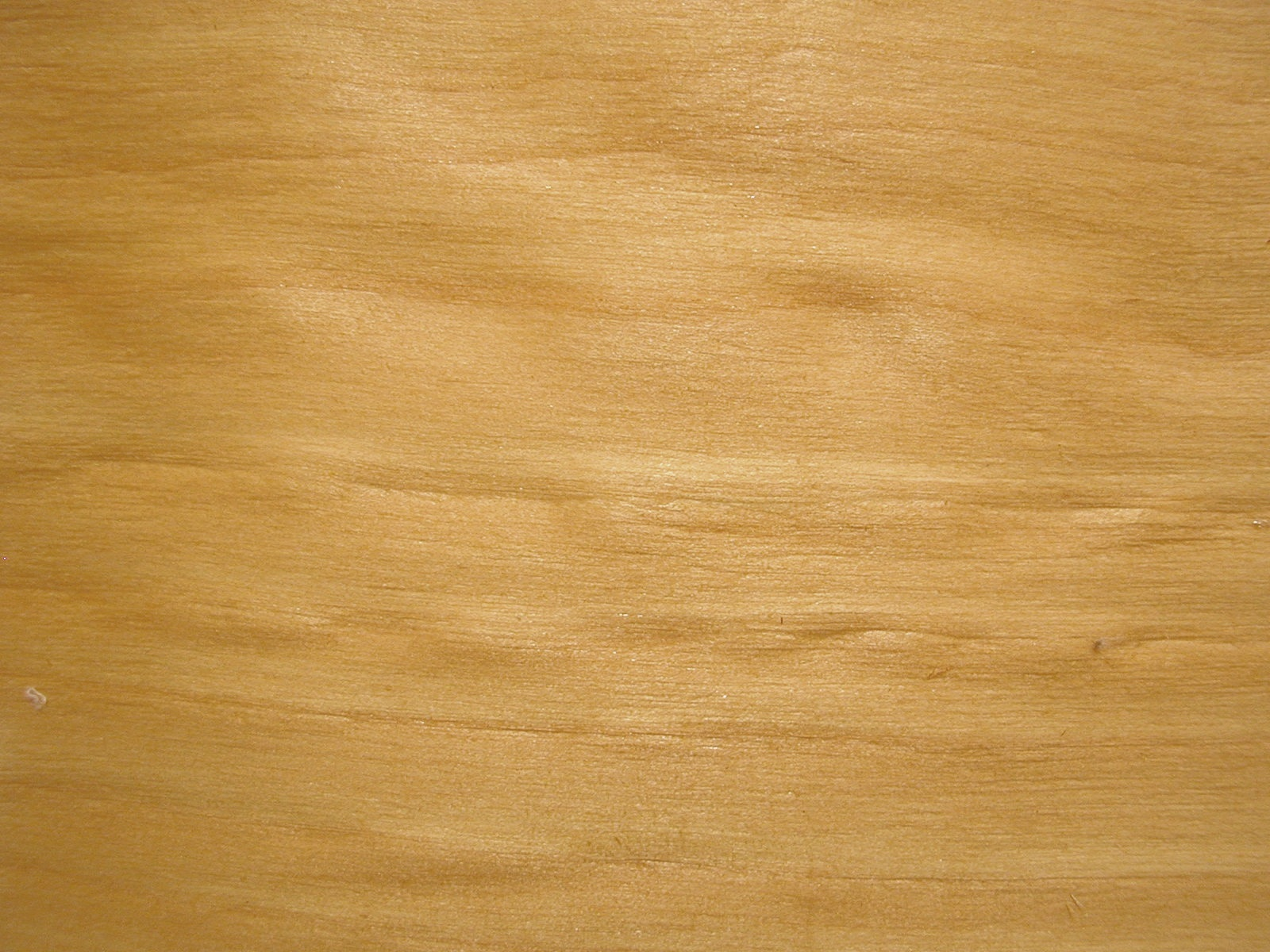
Деревина
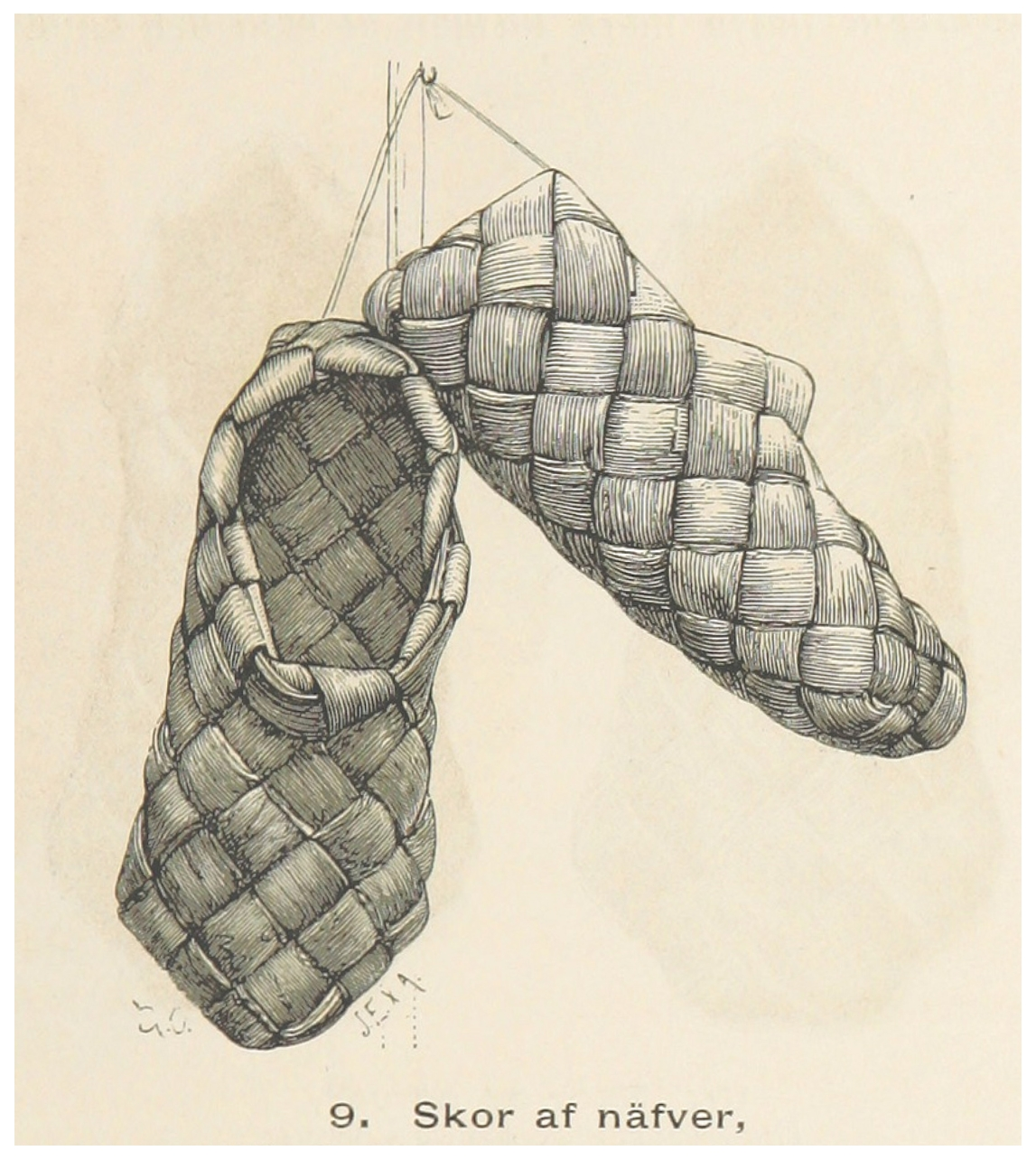
Пара фінського традиційного взуття, плетеного зі смужок лубу берези